# گلینیک/نوردبان
گلینیک/نوردبان (به آلمانی: Glienicke/Nordbahn) یک شهر در آلمان است که در اوبرهافل واقع شده‌است. گلینیک/نوردبان ۱۱٬۶۶۷ نفر جمعیت دارد.